# Gabalas VI
Gabalas VI (em grego: Γαβαλᾶς), também citado como Jabalá ibne Alaiã (Jabalah ibn al-Ayham, lit. "Jabalá, o irresistivelmente corajoso") em árabe, foi o último rei gassânida, uma tribo árabe cristã que habitou o noroeste da Arábia. Quando questionado por emissários muçulmanos, recusou-se a se converter ao islamismo e lutou ao lado dos bizantinos nas campanhas contra os invasores muçulmanos. Após a derrota na Batalha de Jarmuque em 636, submeteu-se ao califado, mas ao ser obrigado a se converter, fugiu para o Império Bizantino.

## Vida

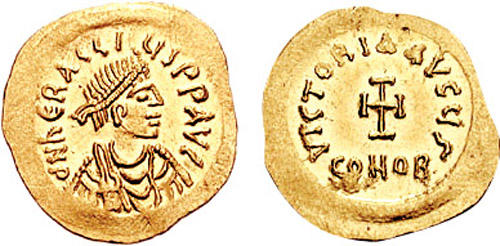
Tremisse de Heráclio r.

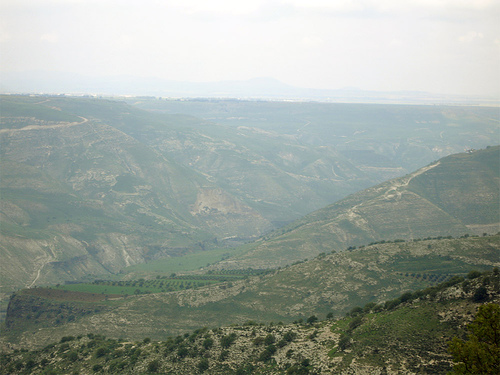
Vista sobre o local da batalha de Jarmuque

Gabalas foi rei e sucessor de Aretas ibne Abi Xinre. Em 628-629, Maomé enviou os emissários Amar ibne Iácer e Xuja ibne Uabe Alaçadi à corte gassânida para converter os gassânidas ao islã. Eles foram bem recebidos por Gabalas, mas ele não aceitou a conversão. Entre 632–636, o Reino Gassânida foi paulatinamente conquistado com as cidades árabes da fronteira do Império Bizantino caindo sob proteção muçulmana e como reação o imperador Heráclio (r. 610–641) nomeou Gabalas como rei de todos os árabes como contra-medida. Segundo um selo de cobre, datado de 630 ou os anos imediatamente seguintes, ele também foi nomeado patrício.
Durante as expedições bizantinas para expelir os invasores muçulmanos do Levante, Gubazes foi um dos principais comandantes a servirem sob Heráclio e esteve entre aqueles com quem o imperador se consultou. Em 636, reuniu-se com Vaanes, Nicetas e Teodoro Tritírio para confrontar os árabes. Ele liderou o efetivo árabe cristão do exército (segundo Baladuri uma vanguarda de árabes naturalizados da Síria oriundos das tribos dos lacmidas, judamitas, etc.) na Batalha de Jarmuque (15-20 de agosto). Antes do confronto, Vaanes, comandante supremo do exército, enviou-o para negociar com os muçulmanos o que, contudo, se revelou infrutífero.
Após a derrota, decidiu converter-se. De acordo com Baladuri, quando aproximou-se de Meca, foi bofeteado por um indivíduo do clã Banu Muzaina, que foi convocado pelo general Abu Ubaidá ibne Aljarrá para interrogatório. Em outra ocasião, como relatado pelo mesmo autor, o rei dirigiu-se ao califa Omar (r. 634–644) e questionou-o se ele deveria pagar o sádica, que era um imposto destinado aos nômades, o que colocaria-o numa situação de inferioridade. Omar teria respondido que ele poderia pagar a jizia em seu lugar.
Em 638, Gabalas reuniu aproximados 30 mil apoiantes e partiu em direção ao Império Bizantino. É provável que a rota de fuga do Califado Ortodoxo ao território bizantino foi Raca ou Calínico, na Mesopotâmia Superior. Gabalas foi assentado em Carsiano, próximo de Melitene, onde viveu até 645, quando faleceu. Os gassânidas foram dispersos na Ásia Menor.

## Posteridade
Segundo Guy Le Strange, foi o construtor do porto de Balatunus, na Síria. O poeta árabe dos séculos VI e VII Haçane ibne Tabite dedicou-lhe um panegírico. Segundo um relato lendário, durante o Cerco de Constantinopla de 674–678 conduzido pelo futuro califa omíada Iázide I (r. 680–683), era possível ouvir gritos de jubilação vindos de duas tendas separadas, uma árabe e outra bizantina, que ecoavam a medida que os soldados agiam em combate. Ao saber que numa das tendas estava a filha do imperador e na outra a filha de Gabalas, Iázide empenhou-se muito para capturá-la.
Alguns autores muçulmanos, dentre eles Almaçudi, alegaram que o imperador Nicéforo I, o Logóteta (r. 802–811) era membro dos jafenitas e descendente de Gabalas. ibne Saíde Almagribi alegou que o rei dos catalães (etnônimo utilizado pelos árabes para descrever os cristãos do norte da Península Ibérica) descendia de Gabalas, enquanto Alumari alega que os catalães eram fruto de uma mistura entre francos e os árabes descendentes do rei gassânida. Sabe-se também que os residentes de Carsiano viam-se como descendentes dos gassânidas de Gabalas.